# Bazyli z Ancyry
Bazyli z Ancyry (? – 364) – teolog, biskup Ancyry (obecnie Ankara w Turcji).

## Kontrowersja ariańska
Próby  pojednania odłamów kościoła wschodniego podejmowane przez niego zostały uznane za heretyckie i doprowadziły do jego wygnania. Bazyli został powołany na biskupa w 336 roku przez grupę semiarian. W liście synodalnym wysłanym wszystkim biskupom, podsumowującym lokalny synod w Ancyrze, który odbył się w 358 roku, Bazyli poparł poglądy semiarian, co uczyniło z niego lidera tej grupy. Mimo jego zabiegów arianie zwrócili się o poparcie do cesarza Konstantyna II i odrzucili poglądy Bazylego. Jednakże jego grupa została zmuszona przez Konstantyna II do podpisania się pod poglądami arian. Arianie, prowadzeni przez biskupa Akacjusza z Cezarei, zebrali się na synodzie w Konstantynopolu w 360 roku i wygnali Bazylego do Illyrii. Jednak Bazyli przed śmiercią wyparł się ariańskich poglądów. Ugrupowania ortodoksyjne, reprezentowane przez Atanazego i Hilarego z Poitiers, uznały poglądy Bazylego za podobne do swoich i postanowiły szukać porozumienia z nim. Zmarł w Ilirii.

## Dzieła
Wśród dzieł Bazylego znajduje się między innymi traktat o dziewictwie, w którym Bazyli twierdzi, że dziewictwo może być zachowane i ochronione poprzez harmonię w ciele utrzymywaną ascetycznym trybem życia.

## Kult
Wspomnienie św. Bazylego z Ancyry obchodzone jest 22 marca.